# Пертоминск
Пертоми́нск — посёлок в Приморском районе Архангельской области. Административный центр Пертоминского сельского поселения.

## География
Посёлок находится возле входа в Унскую губу Белого моря на Летнем берегу.

### Часовой пояс
Посёлок Пертоминск, как и вся Архангельская область, находится в часовой зоне МСК (московское время). Смещение применяемого времени относительно UTC составляет +3:00.

## История
Посёлок возник на месте Пертоминского Спасо-Преображенского монастыря, основанного в 1617 году. В 1920 году монастырь был закрыт. На картах конца 1930-х, начала 1940-х годов на месте монастыря обозначена Коммуна им. Сталина. В 1943—1958 годах посёлок являлся административным центром Беломорского района.

## Население
| 2002 | 2006 | 2009 | 2010 | 2012 |
| ---- | ---- | ---- | ---- | ---- |
| 365  | ↗394 | ↘338 | ↘252 | ↗322 |

### Национальный состав
Согласно результатам переписи 2002 года, в национальной структуре населения русские составляли 76 % из 365 чел.

## Карты
- Пертоминск на карте-километровке Архивировано 31 января 2013 года.
- Пертоминск на карте Wikimapia Архивировано 25 августа 2011 года.
- Q-37-27_28.
- Пертоминск. Публичная кадастровая карта Архивная копия от 5 марта 2016 на Wayback Machine